# Ritkaart
Ritkaart wordt meestal gebruikt als benaming voor een vervoerbewijs met een beperkte geldigheid. Het kaartje is bijvoorbeeld alleen maar geldig op een bepaalde rit, of over bepaalde afstand of een bepaalde tijd (veel korter dan een dag). Dit is anders dan bijvoorbeeld een dagkaart. Soms kunnen (meerdere) ritkaarten (in bepaalde periode, bijvoorbeeld de vakantie) wel gestempeld worden als dagkaart.
Het kan een papieren wegwerpkaartje of een reisproduct op de OV-chipkaart zijn.
In het openbaar vervoer van Nederland zijn diverse regionale ritkaarten in omloop. Deze kaarten zijn in bussen vaak bij de chauffeur verkrijgbaar. Een actueel overzicht is te vinden op de websites van de vervoerbedrijven.
Voor de komst van de Nationale strippenkaart in 1980 bestond de Nationale vierrittenkaart en bij de meeste stads en streekvervoerbedrijven eigen "rittenkaarten" met twee of meer ritten die verhoudingsgewijs per rit goedkoper waren dan een enkele rit. 